# Le Grand Don

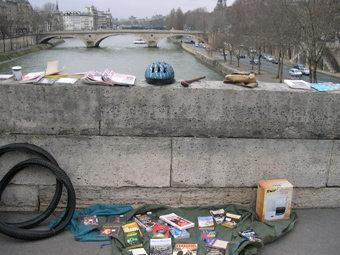
Le grand don a Parigi,
5 marzo 2005.

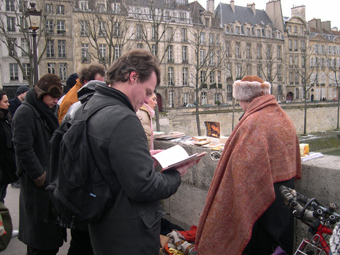
Le grand don a Parigi,
5 marzo 2005.

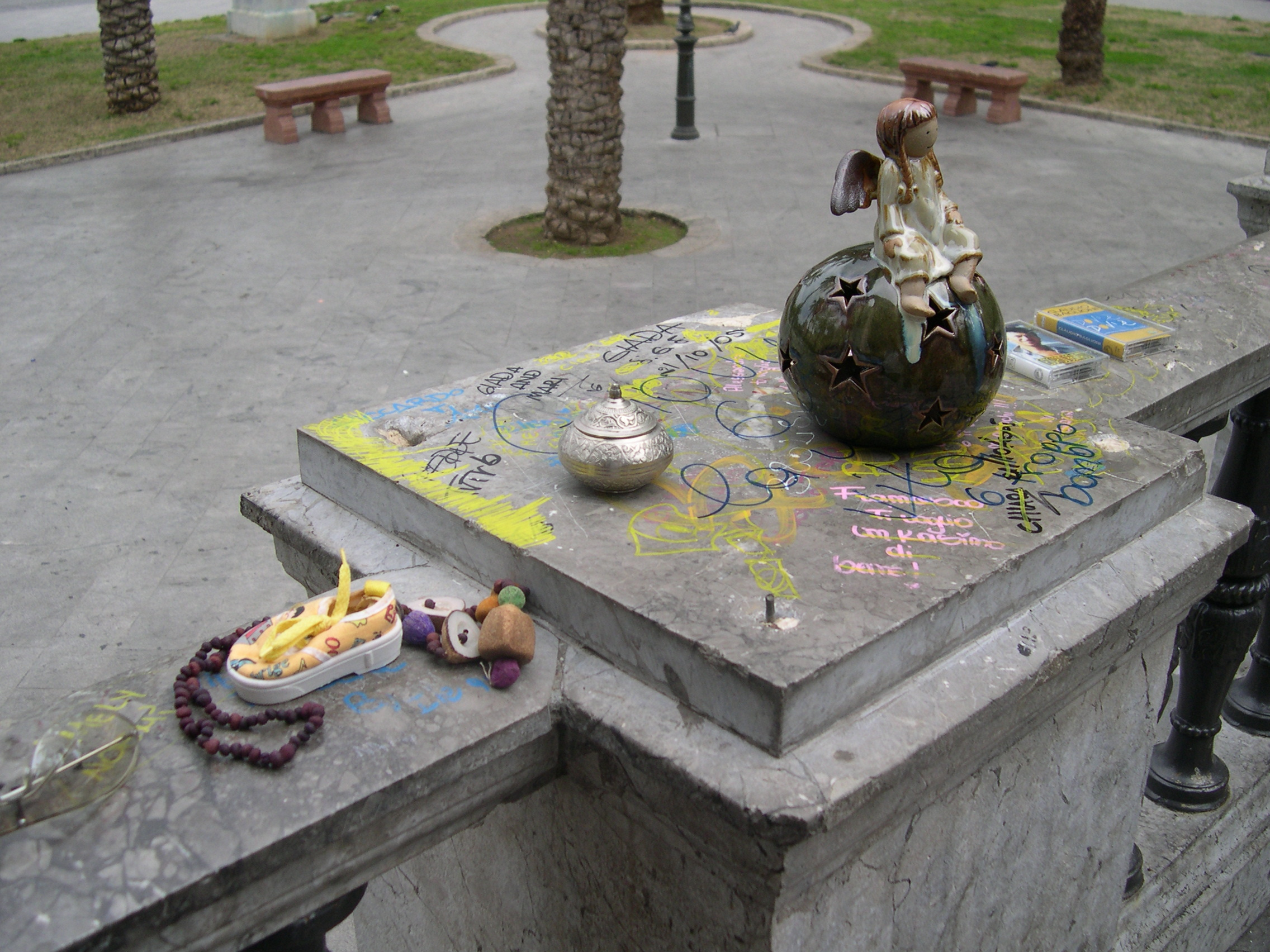
Il grande dono a Palermo,
13 novembre 2005.

Le Grand Don è una manifestazione a carattere sociale e culturale, organizzata per la prima volta a Parigi nel 2003 e poi diffusasi in varie città d'Europa.

## Princìpi e modalità d'azione
Le Grand Don (il grande dono) «est un don collectif effectué par des inconnus à d'autres inconnus», è cioè un dono collettivo effettuato da sconosciuti ad altri sconosciuti. La manifestazione si svolge solitamente in un luogo cittadino, precedentemente stabilito, dove si raccolgono gli oggetti che verranno donati. L'evento non è in alcun modo pilotato e si svolge liberamente: ogni partecipante può donare un proprio oggetto agli altri passanti, o ricevere un regalo da qualcuno, senza essere obbligato a ricambiare. La manifestazione si conclude quando tutti (o quasi) gli oggetti hanno trovato un nuovo proprietario. Ciò che rimane può essere lasciato per chi passerà più tardi da quel luogo. Non ci sono limitazioni nella tipologia degli oggetti che possono essere donati: libri, dischi, fotografie, indumenti, soprammobili, gioielli, giocattoli ecc. ma, chiaramente, si suppone che debbano essere oggetti trasportabili a mano dai passanti.

Lo scopo principale del grand don è quello di valorizzare l'atto del donare senza secondi fini. I partecipanti al grand don possono infatti sperimentare liberamente sia la gioia di regalare un proprio oggetto, sia quella di ricevere un dono da altre persone. In ciò vi è certamente una sottile critica (più o meno esplicita) al modello societario ed economico attuale, in cui ogni oggetto deve possedere un valore monetario stabilito. Per contro, nel grand don ogni oggetto perde questo valore economico e viene considerato soltanto in base al valore affettivo di chi lo possedeva e lo dona, nonché alla sensazione di piacere di chi lo riceve.

Dal punto di vista antropologico, tra i riferimenti teorici alla base del grand don, ci sono gli studi del francese Marcel Mauss sul dono in vari tipi di società. Ma, mentre Mauss tende a sottolineare una sorta di obbligo sociale a ricambiare un dono ricevuto (spesso per soddisfare lo spirito magico degli oggetti), nel grand don si cerca di incoraggiare la completa libertà di azione e la non necessaria reciprocità: non si è in alcun modo obbligati a ricambiare un dono ricevuto. Ciò che comunque rimane costante è l'aspetto sociale del dono, visto come momento di riunione e di socializzazione, addirittura di festa. In particolare durante il grand don si stimola un rapporto di collaborazione, cordialità e amicizia tra sconosciuti, anche qui con sottili intenti critici verso la società dell'individualismo imperante.

Le Grand Don non è (o non dovrebbe essere) né una manifestazione politica, né uno spettacolo di strada, né un atto di carità, né un baratto, né un mercatino, né tantomeno un happening artistico.

## Le Grand Dona Parigi

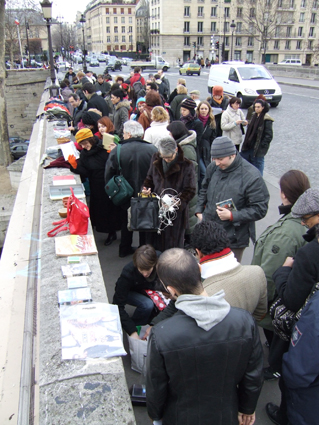
Le grand don a Parigi,
11 febbraio 2006.

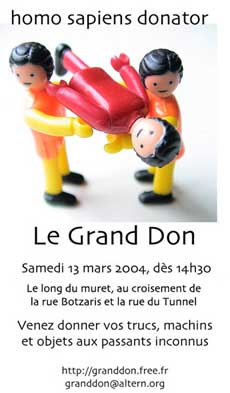
Locandina del grand don parigino del 13 marzo 2004.

Le modalità d'azione e i princìpi del grand don sono stati stabiliti nelle loro linee generali dai primi organizzatori della manifestazione, un anonimo gruppo di ragazzi parigini, sul loro sito. Il primo grand don è stato organizzato a Parigi il 18 ottobre 2003, sui muretti del Pont Marie sulla Senna, che da allora è rimasto la sede stabile dell'evento. Sin da quel momento, il grand don ha coinvolto un discreto numero di persone e di curiosi, che sono aumentati in modo esponenziale nelle successive manifestazioni, solitamente organizzate ogni due mesi (il tempo necessario per raccogliere nuovi oggetti da donare). Il carattere innovativo dell'evento ha attirato anche l'attenzione dei media francesi, e successivamente dei media di molti altri Paesi. A questo si aggiungano anche le numerose riproposizioni del grand don in varie città della Francia e d'Europa, stimolate e incoraggiate dal gruppo organizzatore parigino, che hanno contribuito a rendere l'evento un fenomeno globale.

La manifestazione si è svolta a intervalli più o meno regolari a Parigi fino al 29 giugno 2005. Dopo questa data, il nuovo grand don si è infatti svolto solo il 17 dicembre 2005, sotto il nome di Le Grand DinDon. Per la prima volta in periodo natalizio, l'intento era probabilmente di contestare e affiancarsi ad una delle poche situazioni di "dono istituzionalizzato" che permangono nella società occidentale, nonché festeggiare un «jubilé extraordinaire» per il terzo anno dall'ideazione del grand don. Dopo il grand don dell'11 febbraio 2006 l'attività del gruppo parigino si è nuovamente interrotta, fino all'organizzazione di Le Grand Don nomade per il 1º luglio 2006. Questo evento ha presentato delle sostanziali differenze rispetto al grand don abituale. L'intento principale è stato infatti di rinnovare le modalità d'azione per ritrovare i princìpi-guida dell'evento. Princìpi che erano stati parzialmente persi - secondo il gruppo - durante le manifestazioni precedenti, a causa di approfittatori, venditori, parassiti e in generale di gente che aveva snaturato il significato della manifestazione. Il grand don nomade si è perciò svolto diversamente: partendo dal Pont Marie, si è sviluppato come una manifestazione itinerante per la città, durante la quale i partecipanti hanno fermato personalmente dei passanti, donando loro i propri oggetti senza chiedere alcuna contropartita, e così diffondendo con più forza l'idea che sta alla base del grand don e la sua bontà.

Da quel momento, il sito ufficiale del grand don parigino non è più stato aggiornato, né si hanno notizie dell'organizzazione di nuove manifestazioni.

## Le Grand Donin Italia (Il Grande Dono)
Il gruppo parigino del grand don ha sempre incoraggiato esplicitamente chiunque ad organizzare un grand don nella propria città. L'idea è stata recepita particolarmente in Italia, dove, a partire dal 2005, Il Grande Dono è stato organizzato più volte, da vari gruppi autonomi e spesso con sfumature e intenti leggermente eterodossi.

### Colazza (NO)
Il primo grande dono italiano è stato organizzato il 7 agosto 2005 a Colazza, paesino in provincia di Novara, sulle colline sopra Arona. L'organizzazione dell'evento è stata curata dai gestori dell'Osteria della Luna Piena, un bar-ristorante del paese, che hanno allestito dei gazebo nella piazza antistante il ristorante stesso.

L'idea è nata a seguito della lettura di un articolo su di una rivista che parlava del Grand Don di Parigi. Gli organizzatori hanno in seguito ripetuto più volte l'evento, proponendo, a partire dal 2008, la prima domenica di agosto come data fissa.
Durante la seconda edizione del "Grande Dono" (questa volta invernale) i gestori del ristorante hanno offerto il dessert a tutti quei partecipanti all'evento che avessero deciso di pranzare nel locale, come spirito d'iniziativa.

### Palermo

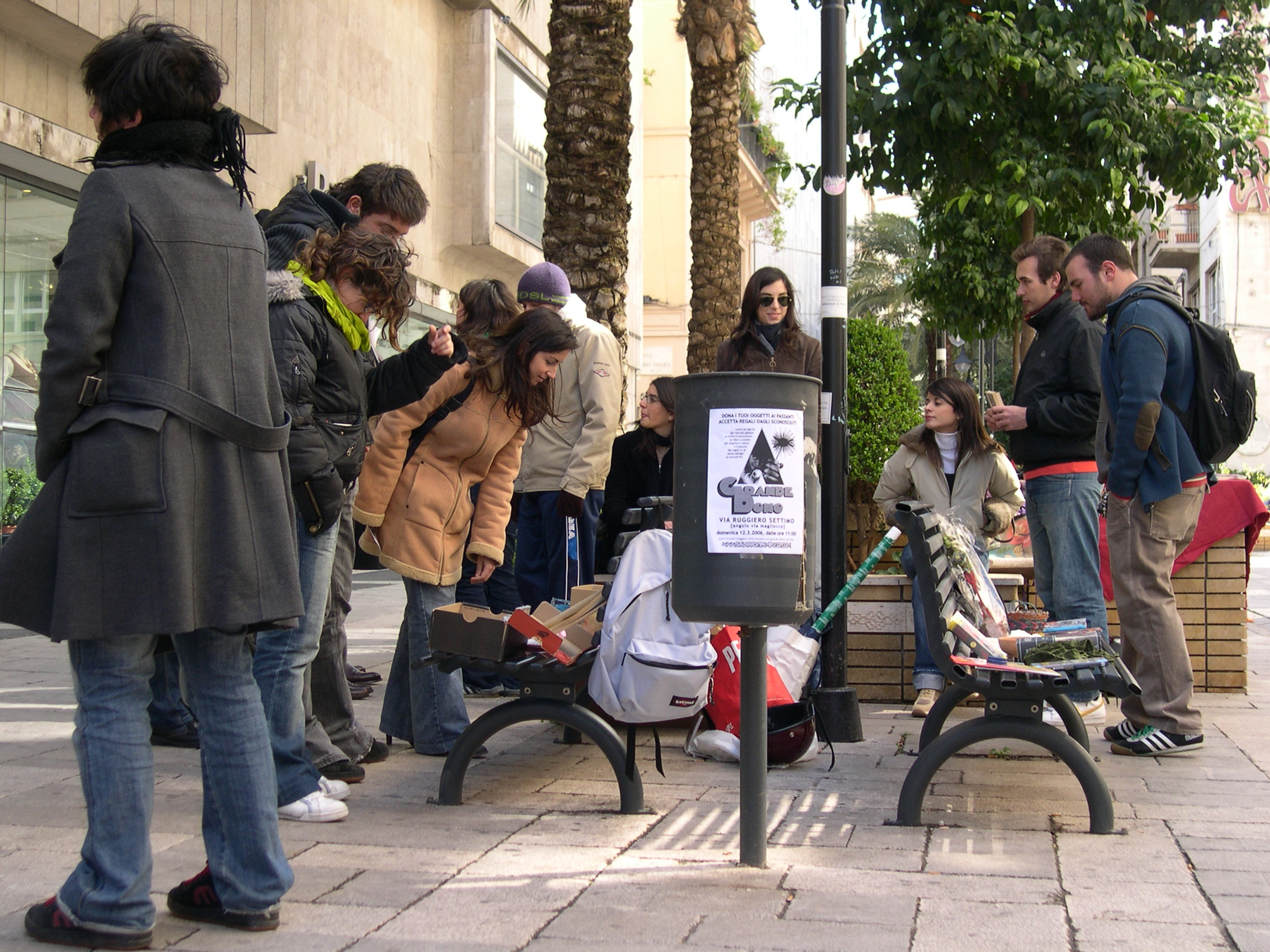
Il grande dono a Palermo,
12 marzo 2006

Quello che, a tutti gli effetti, può essere considerato il primo grande dono italiano rispondente ai princìpi originari dell'evento, è il grande dono, organizzato a Palermo per la prima volta il 13 novembre 2005. La manifestazione è stata organizzata più volte dal Gruppo arte urbana Fermento, un gruppo di giovani sorto nel 2004 con interessi artistici, culturali, sociali e urbanistici. Tra gli scopi del grande dono di Fermento c'è quindi la critica all'utilitarismo economico e al mercato globale, nonché il tentativo di rivitalizzare gli spazi urbani (quelli che l'antropologo Marc Augé definisce nonluoghi), ponendosi come momento di socializzazione e aggregazione tra i cittadini del capoluogo siciliano.

La prima edizione del grande dono palermitano, col motto «Dona i tuoi oggetti ai passanti, accetta regali dagli sconosciuti!», ha avuto infatti luogo presso il Palchetto della Musica di piazza Castelnuovo, ormai inutilizzato per i suoi scopi originari, e dunque da rivalorizzare e da "restituire" ai cittadini. Nonostante la notevole diffidenza del pubblico palermitano, la manifestazione è riuscita comunque a raggiungere il suo scopo, attirando l'interesse di molti.

L'idea è stata quindi riproposta una seconda volta, domenica 12 marzo 2005, cambiando però il luogo d'incontro. In quell'occasione è stata scelta la via Ruggero Settimo, luogo simbolo dello shopping e del consumismo palermitano: la partecipazione è stata più numerosa ed entusiasta, e la manifestazione ha attirato l'interesse dei media locali e nazionali, diffondendo maggiormente il principio-base del "piacere del dono" in tutta Italia.

Il terzo - e finora ultimo - grande dono organizzato a Palermo ha avuto luogo il 15 maggio 2006 presso la cittadella universitaria di Palermo, inserito tra le attività collaterali della mostra di arti visive Homo urbanus: la mostra, sempre organizzata da Fermento, intendeva indagare i rapporti tra individuo, collettività e città, e quindi la scelta di organizzare un grande dono in concomitanza dell'esposizione è sembrata appropriata e ha portato materiali per ulteriori riflessioni sul tema.

### Roma

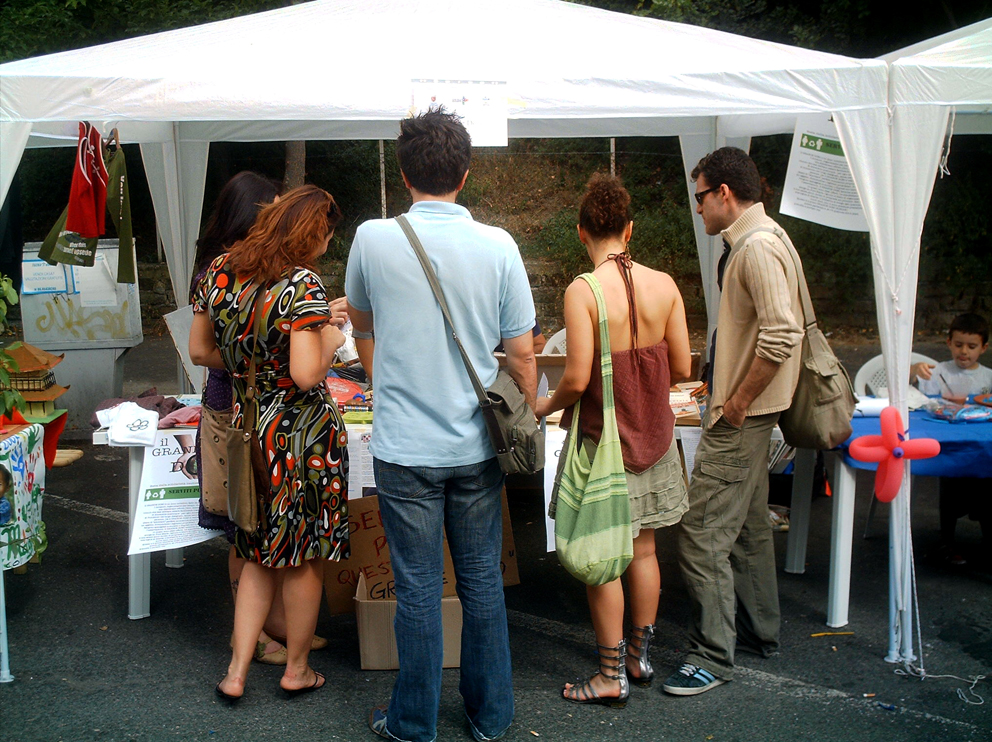
un'immagine del primo Grande Dono romano

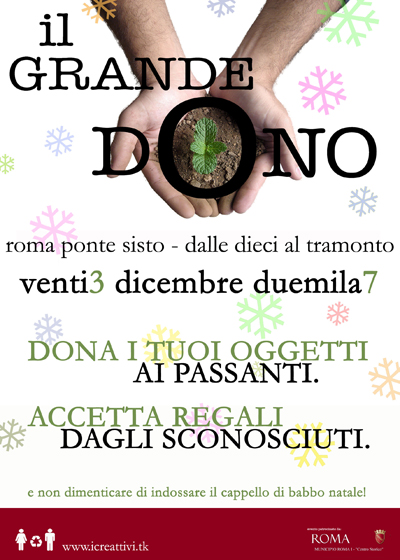
Il grande dono natalizio a Roma
23 dicembre 2007

Il grande dono è arrivato anche a Roma, grazie a "i creAttivi", associazione sorta nel 2006 con lo scopo di promuovere vari interventi di riqualificazione sociale e culturale nelle zone degradate, tramite la partecipazione della cittadinanza e soprattutto dei più piccoli.

Il primo grande dono romano ha avuto luogo all'interno della Festa della solidarietà, organizzata dal IV municipio cittadino, il 27 maggio 2007. In questo caso è stato allestito un gazebo, per raccogliere ed esporre i doni che venivano offerti ai passanti. L'accento, considerato anche il contesto in cui si è svolto l'evento, era puntato principalmente sulla solidarietà e sul dono come rappresentazione di uguaglianza e coesione sociale.

Nonostante la consueta diffidenza iniziale, sembra che la manifestazione abbia raccolto consensi anche da parte delle autorità, tanto che l'associazione ha allestito un secondo grande dono a circa un mese di distanza, il 29 giugno 2007, e nuovamente nell'ambito di una grande festa organizzata da associazioni, fondazioni e cooperative sociali, la Notte bianca della Solidarietà. Il Grande Dono, in contrapposizione allo shopping selvaggio durante il periodo natalizio è stato replicato, a Trastevere, Piazza Trilussa e Ponte Sisto, anche il 23 dicembre 2007, durante la replica natalizia dell'evento.

### Grande Dono Permanente
A febbraio del 2011 nasce, a Roma, un progetto legato a questa manifestazione; si tratta del "Grande Dono Permanente" realizzato da un gruppo di volontari del progetto "Possibilmente - Nuovi spazi Possibili per la Mente". Una postazione fissa in cui donare e ricevere seguendo i principi legati al Grande Dono. Attualmente il Grande Dono a Roma si svolge nella sede del Circolo Legambiente Mondi Possibili e dell'Associazione Tavola Rotonda di Via Nizza.

## Le Grand Donin altre città

### Francia
- Brest
- Lione
- Marsiglia
- Montpellier
- Perpignano
- Tolosa

### Belgio
- Bruxelles

### Bosnia-Erzegovina
- Sarajevo